# Souk Tlata
Souk Tlata (o Souk Thlata, o Souk Tleta) è un comune dell'Algeria, situato nella provincia di Tlemcen. Confina a nord con il mar Mediterraneo, a ovest con MSirda Fouaga, a sud con Bab El Assa, ed ad ovest con Souahlia.

## Geografia fisica
Souk Tlata si trova sulle pendici meridionali del gruppo montuoso del Trara occidentale, estremo prolungamento dell'Atlante Telliano, poco più ad est della cima del Djebel Zendel.

## Infrastrutture e trasporti

### Strade
Souk Tlata è collegata tramite la W108 con Bab El Assa.

### Infrastrutture
Nel comune è presente un impianto di dissalazione dell'acqua marina, capace di produrre 200 metri cubi di acqua potabile al giorno.